# We Are Family (Lied)
We Are Family ist ein Lied von Sister Sledge aus dem Jahr 1979, das von Nile Rodgers und Bernard Edwards sowohl geschrieben als auch produziert wurde. Es erschien auf dem gleichnamigen Album.

## Geschichte
We Are Family war das erste Lied von Nile Rodgers und Bernard Edwards, das sie für eine andere Gruppe außer Chic geschrieben hatten. Nach ihrem ersten Hit Dance, Dance, Dance (Yowsah, Yowsah, Yowsah) wollte der Präsident des Labels Atlantic Records Jerry L. Greenberg, dass das Duo auch für andere Interpreten Lieder schreiben und produzieren sollte. Sie hatten das Gefühl mit ihrer Arbeitsweise Hits zu erzielen. Greenberg schlug vor mit etablierten Interpreten zusammen zu arbeiten wie Bette Midler und The Rolling Stones, allerdings hatten beide das Gefühl, da keine gebührende Beachtung zu finden, und boten beide an, es mit weniger bekannten Interpreten zu versuchen.
Laut Rodgers basierten die Verse wörtlich darauf wie Greenberg die Sister Sledge beschrieben hatte. Rodgers und Edwards gingen dann ins Studio, ordneten ihre Notizen aus dem Treffen zu einem Liedtext um und komponierten die Melodie. Der Refrain (wie der Titel) verweist auf die Tatsache, dass es sich bei der Gruppe um Geschwister handelt.
Die Veröffentlichung der Single war am 27. April 1979 und wurde in Kanada ein Nummer-eins-Hit. Das Lied entspricht den Musikrichtungen Disco, Funk, Soul und Contemporary R&B.
Bei den World Series 1979 wurde das Lied gespielt, als die Pittsburgh Pirates ihren Rückstand aufholten und gewannen.
Das Billboard-Magazin stufte 2016 We Are Family auf Platz 18 der 35 besten Disco-Songs aller Zeiten und 2017 auf Platz 20 ihrer Liste der 100 größten Girl Group-Lieder of All Time aller Zeiten ein. Rolling Stone platzierte es auf Platz 34 ihrer Liste der 200 besten Dance-Songs aller Zeiten.

## Musikvideo
Im Musikvideo tragen die Mitglieder von Sister Sledge rote Outfits und tanzen in einer städtischen Umgebung zum Lied. Seit Dezember 2013 ist das Musikvideo auch auf YouTube zu finden und generiert seitdem 6,4 Millionen Aufrufe.

## Coverversionen
- 1995: Sweetbox (Booyah (Here We Go))
- 1998: Babes in Toyland
- 1998: The Weather Girls
- 1999: Beenie Man
- 1999: Sly & Robbie
- 1999: Suicidal Tendencies
- 2001: Nile Rodgers
- 2006: Ronny Rockstroh
- 2018: Samantha Jade